# Furcula interrupta
Furcula interrupta is een vlinder uit de familie tandvlinders (Notodontidae). De wetenschappelijke naam is voor het eerst geldig gepubliceerd in 1867 door Christoph.
De soort komt voor in Europa.